# Phractura scaphyrhynchura
Phractura scaphyrhynchura är en fiskart som först beskrevs av Vaillant, 1886.  Phractura scaphyrhynchura ingår i släktet Phractura och familjen Amphiliidae. IUCN kategoriserar arten globalt som livskraftig. Inga underarter finns listade i Catalogue of Life.